# Pseudomiopteryx spinifrons
Pseudomiopteryx spinifrons är en bönsyrseart som beskrevs av Henri Saussure 1870. Pseudomiopteryx spinifrons ingår i släktet Pseudomiopteryx och familjen Thespidae. Inga underarter finns listade i Catalogue of Life.